# Night of the Zombies
Night of the Zombies est un film américain réalisé par Joel M. Reed, sorti en 1981.

## Fiche technique
- Titre : Night of the Zombies
- Réalisation : Joel M. Reed
- Scénario : Joel M. Reed
- Production : Lorin E. Price
- Musique : Goblin
- Photographie : Ron Dorfman
- Pays d'origine : États-Unis
- Format : Couleurs - 1,85:1 - Mono - 35 mm
- Genre : horreur
- Durée : 88 minutes
- Dates de sortie : 1981

## Distribution
- Jamie Gillis : Nick Monroe
- Samantha Grey : Susan Proud
- Ryan Hilliard : Docteur Clarence Proud
- Ron Armstrong : Capitaine de police Fleck
- Joel M. Reed : Neo-Nazi